# Margarita I de Flandes

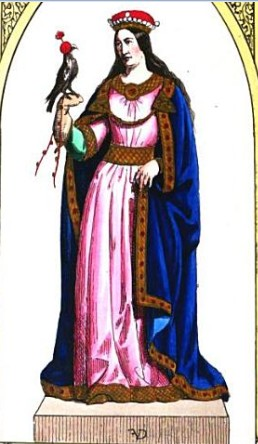
Margarita I de Flandes

Margarita de Alsacia (1145-Brujas, 15 de noviembre de 1194) fue condesa de Flandes desde 1191 hasta su muerte.
Fue la hija de Teodorico de Alsacia y de Sibila de Anjou, hermana y heredera de Felipe de Alsacia.

## Familia
En 1169 contrajo nupcias con Balduino V de Henao, quien en 1191 se transformó en cogobernante de Flandes como Balduino VIII. De este matrimonio nacieron los siguientes vástagos:
- Isabel de Henao (Valenciennes, abril de 1170-París, 15 de marzo de 1190), casada con el rey Felipe II de Francia.
- Balduino I de Constantinopla (1171-1205), emperador latino de Constantinopla y conde de Flandes y Henao.
- Yolanda de Flandes (1175-1219), casada con Pedro II de Courtenay. Emperatriz latina de Constantinopla.
- Felipe I de Namur (1175-1212).
- Enrique de Flandes (1176-1216), emperador latino de Constantinopla.
- Sibila de Flandes (1179-9 de enero de 1217), casada con Guichard IV, Señor de Beaujeu.
- Eustaquio de Flandes (m. 1219), regente del Reino de Tesalónica.
- Godofredo de Henao.